# Kōji Nakata
Pour les articles homonymes, voir Kōji Nakata (homonymie).
 (mai 2025).
Si vous disposez d'ouvrages ou d'articles de référence ou si vous connaissez des sites web de qualité traitant du thème abordé ici, merci de compléter l'article en donnant les références utiles à sa vérifiabilité et en les liant à la section « Notes et références ».
Kōji Nakata (中田 浩二, Nakata Kōji) est un joueur de football japonais international né le 9 juillet 1979 à Ōtsu, au Japon, évoluant au poste d'arrière gauche.

## Biographie
International japonais (57 sélections - 2 buts) jouant en tant qu'arrière gauche, Kōji Nakata est amené à Marseille en janvier 2005 par Philippe Troussier, l'ancien sélectionneur nippon.
Sélectionné pour le mondial en Allemagne en 2006 malgré des performances moyennes avec l'Olympique de Marseille et le FC Bâle, il entre à la fin du dernier match face au Brésil.

## Palmarès

### En Club
- Coupe Intertoto:
  - Vainqueur en 2005 (Olympique de Marseille)
- Coupe de Suisse :
  - Vainqueur en 2007 et 2008 (FC Bâle).

- Championnat de Suisse :
  - Champion en 2008 (FC Bâle).
  - Vice-champion 2006 et 2007 (FC Bâle).

- Championnat du Japon :
  - Champion en 1998,2000,2001,2008 et 2009 (Kashima Antlers).

- Coupe du Japon :
  - Vainqueur en 2000,2010 (Kashima Antlers).
  - Finaliste en 2003 (Kashima Antlers)

- Coupe de la Ligue japonaise :
  - Vainqueur en 2000,2002,2011 et 2012 (Kashima Antlers).

- Supercoupe du Japon :
  - Vainqueur en 2009 et 2010 (Kashima Antlers)
  - Finaliste en 2008 et 2011 (Kashima Antlers)

### En Sélection
- Coupe d'Asie des nations :
  - Vainqueur en 2004 ( Japon).

- Coupe du monde des moins de 20 ans :
  - Finaliste en 1999 ( Japon).

- Coupe des confédérations :
  - Finaliste en 2001 ( Japon).